# 圣若望副主教座堂 (瓦莱塔)

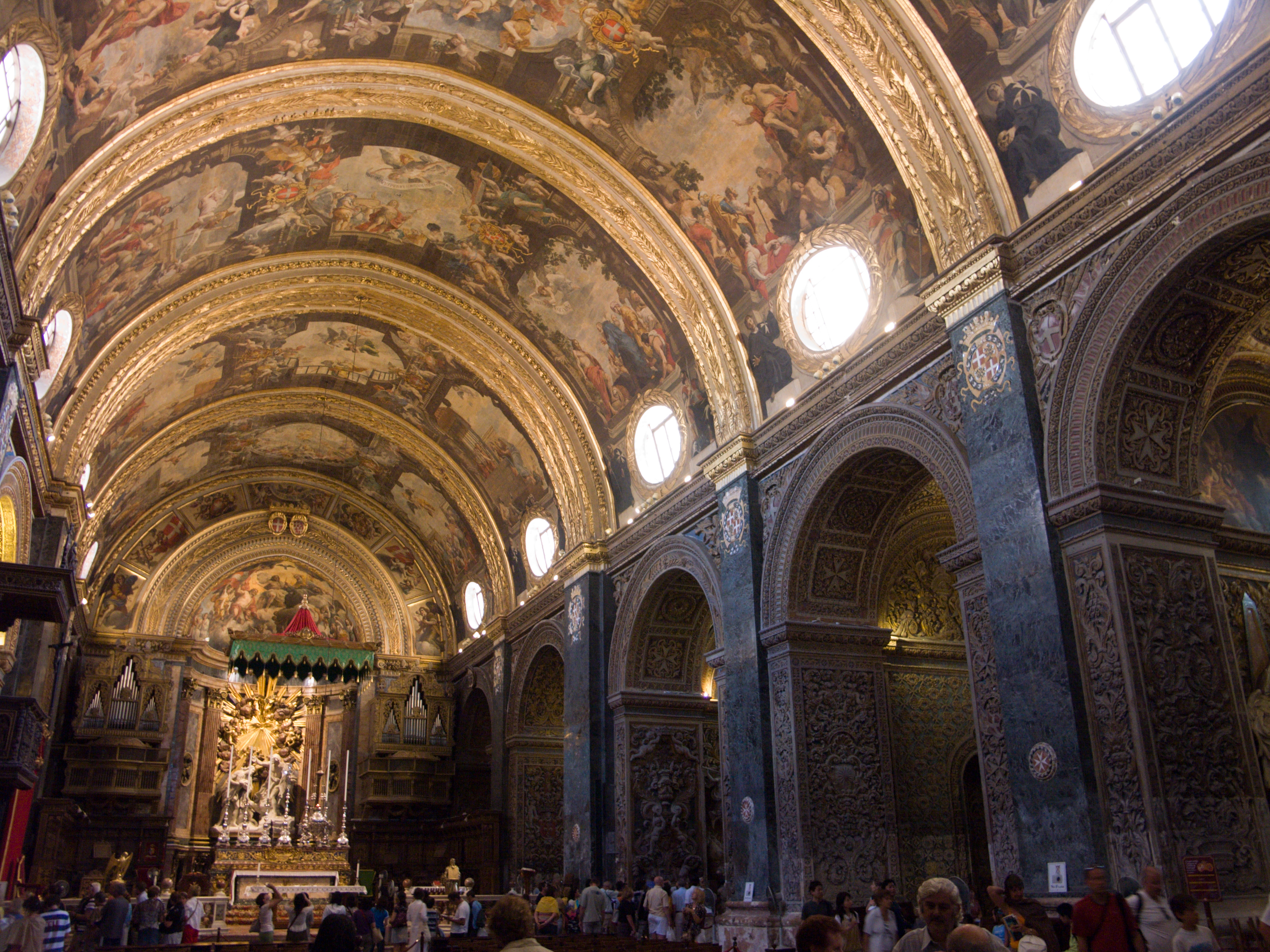
内部

圣若望主教座堂是天主教在马耳他的主教座堂之一，也是首都瓦莱塔的地标建筑之一。它是由马耳他骑士团兴建于1573年到1578年，为骑士团的修道院教堂，后来随着时间的推移，取得了与姆迪纳总主教座堂平等的地位。在19世纪20年代，马耳他主教获准在姆迪纳之外，可使用圣若望堂作为另一个主教座堂。教堂的设计者是马耳他军事建筑师卡萨尔，他也设计了瓦莱塔其他一些重要建筑。

## 立面
圣若望主教座堂的立面很简朴，是在1565年围城结束之后立即建造。

## 内部
其内部与立面形成强烈对比，为装饰华丽的巴洛克风格 ，主要出自卡拉布里亚艺术家和骑士马蒂亚普雷蒂之手。普雷蒂设计了雕刻错综复杂的石头墙，拱形的天花板和描绘圣若望生活场景的侧祭台。

正门附近有大教長锡耶纳的Marc'Antonio Zondadari的纪念碑，他是教宗亚历山大七世的侄子。

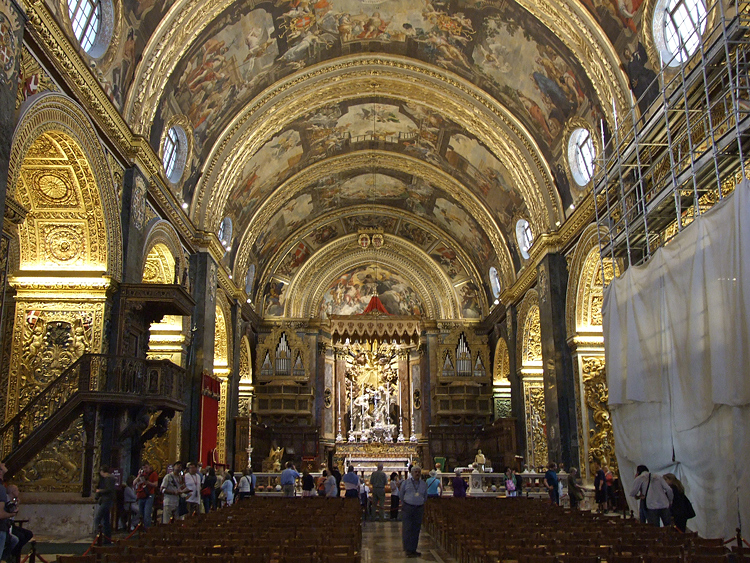
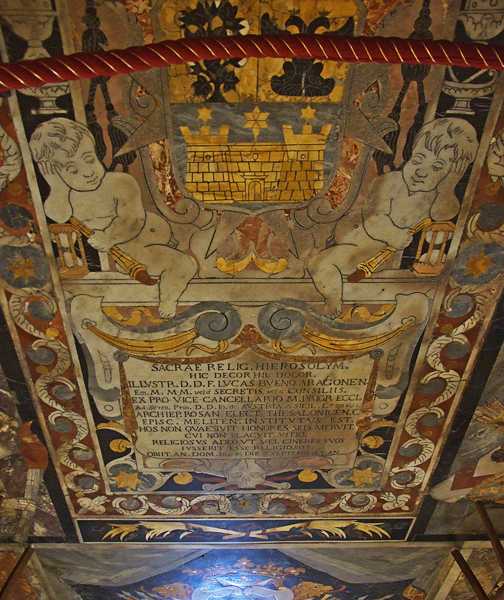
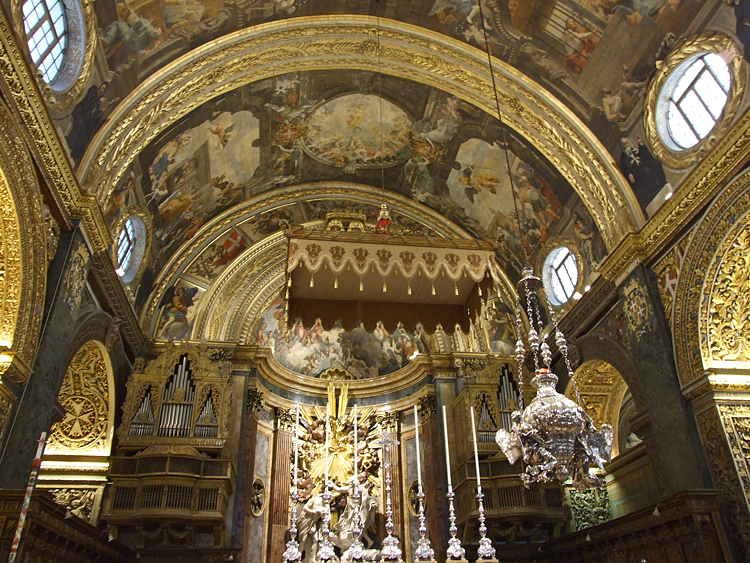
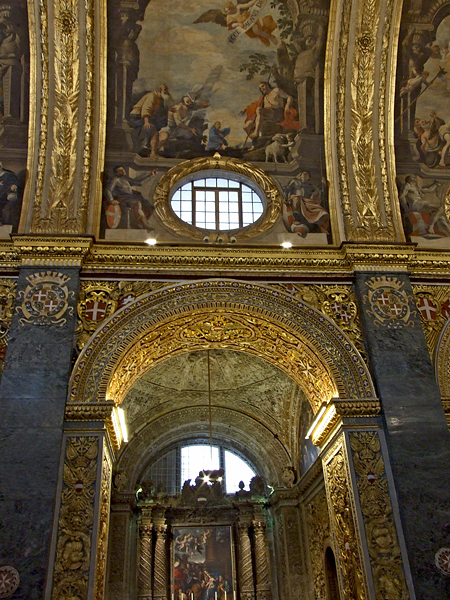
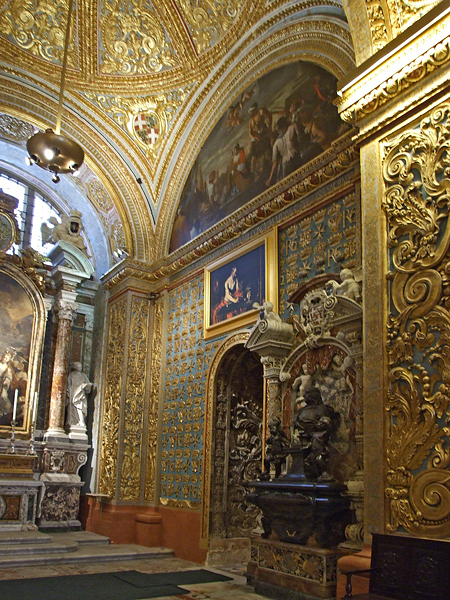
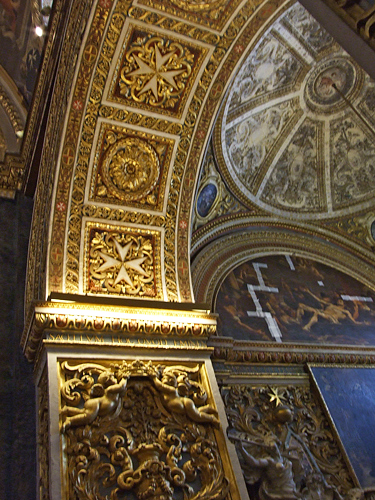

## 小堂

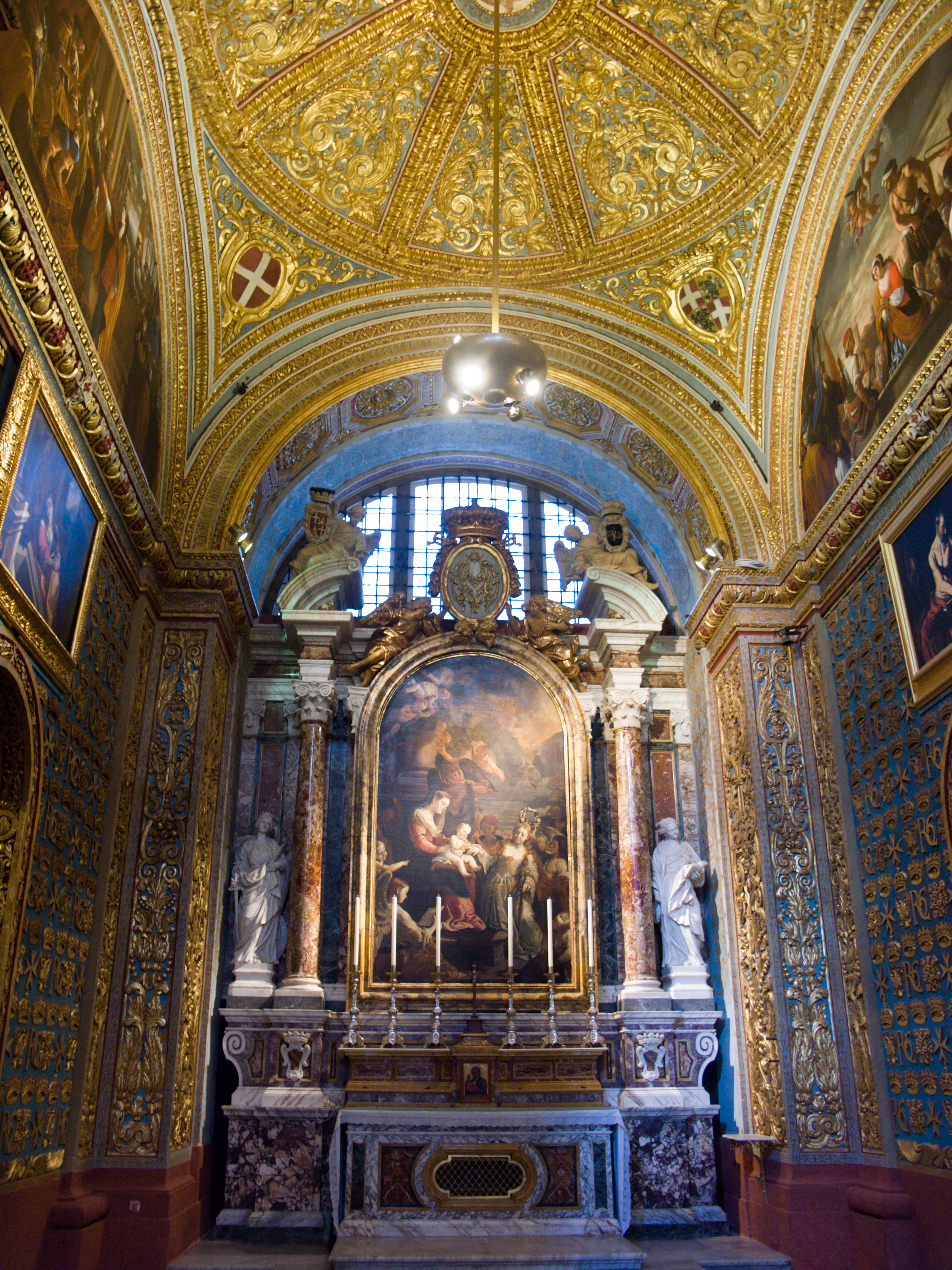
A cathedral's chapel

圣若望主教座堂内有8个小堂，分别敬禮骑士团8个部分的主保圣人。在座堂左侧有以下的小堂：
盎格鲁-巴伐利亚小堂原名圣物小堂，保存几个世纪以来骑士团获得的圣物。
普罗旺斯小堂敬禮圣弥额尔。
法国小堂敬禮圣保禄。
意大利小堂敬禮亚历山大的加大肋纳。
德国小堂敬禮基督显容。
在座堂右侧有以下的小堂：
圣体小堂原来敬禮圣母。
奥弗涅小堂敬禮圣巴斯弟盎。
阿拉贡小堂敬禮圣乔治。
卡斯蒂利亚、莱昂和葡萄牙小堂敬禮圣雅各伯。

## 艺术品

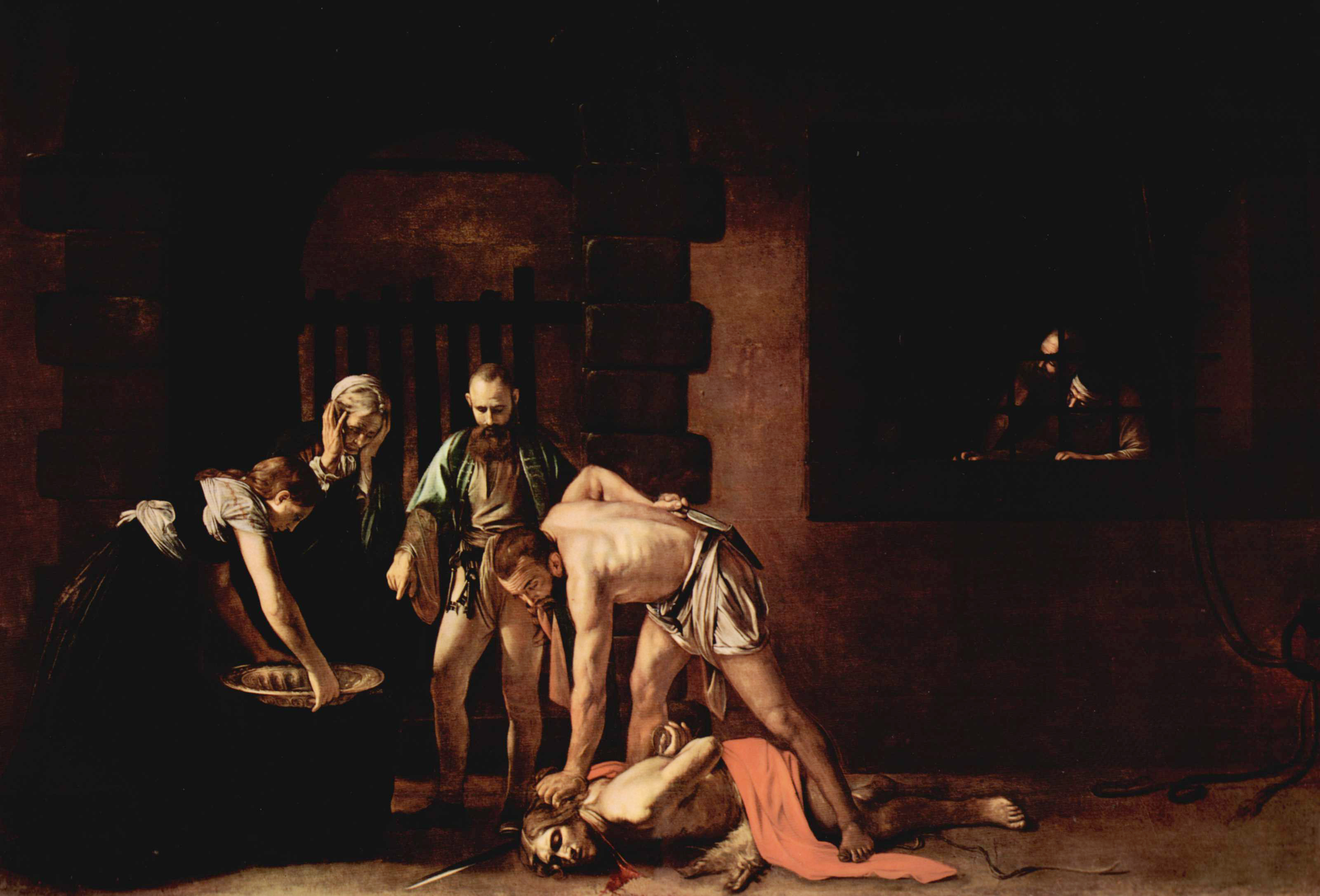
圣若望被斩首

该堂最著名的艺术品是卡拉瓦乔的杰作《被斩首的圣若翰洗者》（1608年）。这是由画家署名的唯一一件画作，应用了明暗对比风格。